# Георги Губиделников – син
Георги Георгиев Губиделников е български финансист.
Роден е на 13 ноември 1885 година в Русе в семейството на финансиста Георги Губиделников. През 1903 година завършва Русенската мъжка гимназия, а след това – право в Загребския университет. След връщането си в България работи като адвокат в кантората на вуйчо си Теодор Теодоров, след което започва собствена практика. Участва в ръководството на семейните предприятия, избиран е за председател на Съюза на акционерните дружества в България. След смъртта на баща си през 1938 година оглавява Българска търговска банка до нейната национализация от комунистическия режим.
Негова дъщеря е изкуствоведката Таня Велманс. Георги Губиделников умира на 30 март 1952 година.